# Indoskyter
Indoskyter är en samlande benämning på olika iranska folk i Centralasien som seklerna kring år 0 bildade riken i det som numera är Afghanistan, Pakistan och nordvästra delen av Indien. I indisk historieskrivning är de kända som shakas (se saker). Det indoskytiska riket i norra Indien vid Kristi födelse leddes av en Gondofares, som i kristen tradition förknippas med en av de tre vise männen (senare kallad Kasper).